# Oćevija
Oćevija je naseljeno mjesto u općini Vareš, Federacija Bosne i Hercegovine, BiH.

## Povijest
Na zahtjev mještana ime naseljenog mjesta je 2005. godine promijenjeno iz Očevlje Gornje u Oćevija kako se ovo naselje nazivalo od davnina.

## Stanovništvo

### 1991.
Nacionalni sastav stanovništva 1991. godine, bio je sljedeći:
ukupno: 389
- Hrvati - 348
- Srbi - 10
- Jugoslaveni - 16
- ostali, neopredijeljeni i nepoznato - 15

### 2013.
Nacionalni sastav stanovništva 2013. godine, bio je sljedeći:
ukupno: 79
- Hrvati - 68
- Bošnjaci - 1
- ostali, neopredijeljeni i nepoznato - 10

## Poznate osobe
- Gabrijel Barišić, biskup